# فرناند ميلجار
فرناند ميلجار (بالإسبانية: Fernand Melgar)‏ هو منتج أفلام ومخرج سويسري وإسباني، ولد في 4 يوليو 1961 في طنجة في المغرب.

## وصلات خارجية
- فرناند ميلجار على موقع IMDb (الإنجليزية)
- فرناند ميلجار على موقع ألو سيني (الفرنسية)
- فرناند ميلجار على موقع أول موفي (الإنجليزية)
- فرناند ميلجار على موقع قاعدة بيانات الفيلم (الإنجليزية)
- فرناند ميلجار على موقع كينوبويسك (الروسية)